# Cyrtopogon leptotarsus
Cyrtopogon leptotarsus là một loài ruồi trong họ Asilidae. Cyrtopogon leptotarsus được Curran miêu tả năm 1923. Loài này phân bố ở vùng Tân Bắc giới.